# Is it Right
"Is it Right" é uma música cantada pela banda Elaiza. Esta foi a música escolhida pela Alemanha para representar o país no Festival Eurovisão da Canção 2014, em Copenhaga, Dinamarca.
Foi a décima-segunda a cantar na noite da final, depois da canção da Áustria "Rise Like a Phoenix" e antes da canção da Suécia "Undo". A canção terminou em 20º lugar com 35 pontos.